# ロベルト・バタタ
ロベルト・バタタ（Roberto Batata、1949年7月24日 - 1976年5月13日）の名前で知られるロベルト・モンテイロはスポーツ選手。サッカーでフォワードのポジションをこなしカンピオナート・ブラジレイロ・セリエA、クルゼイロECでプレイ後サッカーブラジル代表に選出された。

## 名前
ロベルト・ポテトを意味するロベルト・バタタという名前は、フライドポテト（ブラジルでのバタタ・フリタ）への愛情からヘッドコーチのジョアン・クリスピンによって名づけられた。

## クラブでの経歴
ミナスジェライス州ベロオリゾンテで生まれ、アメリカFCでプロとしての経歴をスタートし、1969年にクラブを離れてクルゼイロECに加入した。クルゼイロの防御面で活躍、1969年、1972年、1973年、1974年、1975年にカンピオナート・ミネイロ、1976年にコパ・リベルタドーレスで優勝した。クラブにおいて90のセリエAの試合に出場し、24ゴールを記録した。他の競技試合を含め、彼はクルゼイロで281試合に出場し、110ゴールを記録した。

## 国際的な大会における経歴
ロベルト・バタタは1975年にコパ・アメリカで4試合に出場し、3ゴールを記録した。最初の試合は7月31日、ベネズエラ戦であった。8月13日に同国に対して代表チーム今大会初の2ゴールを決めた。3点目のゴールは、9月30日のペルー戦だった。代表での最後の試合は、10月4日のペルー戦となった。

## 死
バタタは1976年5月13日、ロドヴィア・フェルナン・ディアスで、妻のデニスと4か月の息子レオナルドを訪ねるためにトレス・コラソンエスに移動中に自動車事故を起こした後、ベロオリゾンテで亡くなった。事故は、クルゼイロでの最後の試合に出場した翌日に起こった。この試合では、チームがペルーのアリアンサ・リマを4-0で破り、1ゴールを決めていた。
ロベルト・バタタはミナスジェライス州ベロオリゾンテ、ボンフィム墓地に埋葬されている。